# Monopoly Capital - An Essay on the American Economic and Social Order
Monopoly Capital: An Essay on the American Economic and Social Order é um livro de Paul Sweezy (1910 - 2004) e Paul A. Baran (1910 -  1964), lançado em  1966. Na tradução brasileira,  de Waltensir Dutra, tem o título de Capitalismo Monopolista - Ensaio sobre a Ordem Econômica e Social Americana e foi publicado pela Zahar Editores do Rio de Janeiro. Os autores são dois importantes teóricos marxistas  norte-americanos, que, nesse livro,  analisam a sociedade do capital monopolista, que substituiu a sociedade do capital concorrencial. Baran faleceu antes da revisão do manuscrito final, que foi feita apenas por Sweezy.

## Resumo
O livro é dedicado ao Che. Como epígrafe,  há uma citação da Fenomenologia do Espírito de Hegel: "A Verdade é o Todo"; e outra de Os Condenados da Terra, de  Frantz Fanon: Há dois séculos, uma antiga colónia europeia decidiu imitar a Europa. Conseguiu-o a tal ponto que os Estados Unidos da América se converteram num monstro no qual as taras, as enfermidades e a desumanidade da Europa alcançaram terríveis dimensões.
Na introdução são citados Lênin, quando definiu o imperialismo como a fase monopolista do capitalismo, e  Marx, que previu a derrocada do capitalismo ainda quando este se encontrava na sua fase competitiva.
Marx analisou o capitalismo competitivo na principal potência da época, a Grã-Bretanha, enquanto Baran & Sweezy deslocam a análise para o monopólio, alçado ao centro do capitalismo, tal como se manifesta nos Estados Unidos , e para o capitalismo monopolista como sucessor do capitalismo competitivo. O tema central será, portanto, a criação e absorção do excedente, num regime capitalista monopolista.
O primeiro capítulo é dedicado ao exame de uma unidade típica de grande empresa, a sociedade anônima gigante. No século XIX, as grandes companhias americanas se formaram nos campos das finanças e das ferrovias, alcançando as  indústrias  somente na passagem para o século XX, seguindo a iniciativa dos chamados "magnatas". Posteriormente, o magnata foi substituido pelo "homem da organização". Enquanto o primeiro agia fora das empresas, o segundo age de dentro. Os autores defendem que a administração interna dessas companhias busca a maximização do lucro e a otimização geral, objetivando a acumulação de recursos. O uso dos lucros propicia o acesso a fundos externos, e a expansão ocorre através de  fusões e aquisições   que tornam as companhias cada vez maiores. O capitalismo monopolista é constituído de empresas gigantes.
Em outro capítulo, o assunto é a tendência ao crescimento do excedente, numa abordagem diferente da tradicional lei marxista da queda tendencial da taxa de lucro. Os autores afirmam, por exemplo, que a grande empresa "faz" o preço, ou seja, decide quanto vai cobrar pelos seus produtos. Mesmo com as leis antitrustes, uma companhia líder de um setor pode estabelecer o preço a ser seguido pelos demais. Schumpeter é contestado pela sua afirmação de que, a longo prazo, a competição de preços perde a importância em função do surgimento de novas tecnologias e inovações diversas (o "vento perene da destruição criadora").
Em outro capítulo é analisada a absorção do excedente, concluindo-se que o capitalismo monopolista tende a criar um excedente cada vez maior mas não garante o consumo e o investimento necessário para a sua absorção, gerando estagnação. Essa situação é atenuada pelas "forças neutralizantes".
A principal é a campanha de vendas, tema de outro capítulo, e que inclui publicidade, diferenciação de produtos, obsolescência artificial e modificação de modelos. Outra forma de absorção é proveniente do Governo. Os autores salientam que o capitalismo monopolista interfere na forma pela qual o Governo gasta seus recursos citando o clássico dilema: gastos com o bem-estar social, de um lado, e gastos militares, de outro. Como exemplo do primeiro tipo de gastos, é citada, pela sua magnitude,  a política do New Deal, considerada pelos autores como "um fracasso evidente". Em contrapartida, os gastos com a Segunda Guerra Mundial trouxeram os benefícios desejados e acabaram com a "Grande Depressão". Ilustrando o porquê do fracasso dos gastos com o bem-estar social, é citado o caso da Tennessee Valley Authority, projeto do governo americano para ampliar a fabricação de nitratos em razão da demanda provocada pela Primeira Guerra Mundial. A construção de uma represa no âmbito do projeto causou concorrência com os serviços privados de energia elétrica, e isso foi objeto de grande oposição, a despeito da popularidade alcançada dentre os habitantes da região beneficiada. O projeto foi forçado ao longo do tempo, por exemplo, a se adequar as normas das companhias capitalistas. E novos similares não foram levados adiante.Outra iniciativa foi a ação governamental do plano habitacional de "remoção dos cortiços". Mas não somente a concorrência com os serviços privados geram restrições dos capitalistas monopolistas. Os autores citam ainda as áreas de educação e saúde. A educação  continua dividida em duas partes: aquela destinada ao atendimento das oligarquias capitalistas, amplamente financiada; a outra, para a população destinada ao trabalho inferior e às classes sociais a ele relacionadas. Um gasto público incentivado pelos capitalistas seria o destinado a construção de rodovias, dada a pressão dos fabricantes de automóveis.
O militarismo e o imperialismo são outros tipos de absorção do excedente, tema de novo capítulo. A face internacional das forças armadas para o capitalismo é posta como premissa mas a função da mesma em todo o país capitalista como uma forma de controle da força de trabalho interna também é tida como relevante. Como a base de um sistema capitalista é a exploração, forças antagônicas se formam entre explorados e exploradores e exploradores entre si.Os Estados Unidos se aliaram à França contra a Grã-Bretanha na luta para a independência. Posteriormente, já como grande potência militar e financeira, se uniram à Grã Bretanha durante as duas guerras mundiais, consolidando a sua posição de líder das nações capitalistas. As despesas militares americanas continuaram a crescer após o período das guerras e isso é explicado pela oposição aos paises comunistas. E ocorreu não como uma forma de conter a "agressão soviética" mas para defender o interesse do capitalismo monopolista em sua forma "multinacional". Os autores citam o caso da Standar Oil de Nova Jérsei que tinha instalações de refinaria em Cuba e operava um amplo sistema de distribuição com propriedades avaliadas em cerca de 62 milhões de dólares. Também a subsidiária cubana da Jérsey comprava o petróleo cru da Creole Petroleum, subsidiária venezuelana da Jérsei, aos altos preços mantidos pelo cartel petrolífero internacional. Com a Revolução Cubana as propriedades foram nacionalizadas e as lucrativas operações envolvendo dois paises cessaram, sendo que em nenhuma dessas operações foram envolvidas exportações e importações aos Estados Unidos. No entanto, o governo americano e a Jérsei resolveram combater a Revolução Cubana.
Encerrada a análise da absorção do excedente, o autores iniciam um novo capítulo, centrado na história do capitalismo monopolista. Antes, é feita a constatação de que excedente não consumido é o mesmo que excedente não produzido, o que não aparece nas estatísticas de lucros e investimentos mas deixa seus efeitos nas de desemprego e capacidade produtiva ociosa. Os autores destacam dois estímulos históricos (efeitos neutralizantes) que impediram que a Economia Americana se estagnasse antes do fim do século XIX: as inovações da máquina a vapor, ferrovia e automóvel; e as guerras e suas repercussões. A eletricidade não é considerada pois de certa forma substituiu investimentos com a utilização do gás. Os autores defendem que a Grande Depressão adveio da consequência normal do funcionamento do sistema capitalista monopolista e não a "Grande Exceção" que outros economistas definiram.
Em novo capítulo, os autores analisam as relações raciais dentro do capitalismo monopolista e afirmam que o problema racial nos Estados Unidos foi criado por esse sistema. No século XIX, a demanda por força de trabalho era atendida pelos imigrantes. Com as barreiras à imigração europeia e a migração dos negros do campo para as cidades, essa população passou a ser direcionada para os pequenos trabalhos da empresa capitalista. E sua situação de figurar no nível mais baixo da escala econômica urbana permaneceu década após década.
Em outro capítulo, é analisada a qualidade de vida na sociedade capitalista e as desigualdades latentes: situação da pobreza, habitação, educação, saúde, família.
No último capítulo é destacada a "irracionalidade do sistema": os autores iniciam a análise pelos efeitos do capitalismo monopolista nas relações de troca: mercadorias com preços fixados para maximização dos lucros e não com base nos custos vão gerar escassez em um meio de abundância potencial. Também a democracia se apresenta irracionalmente com todo o controle do aparato político e cultural por uma pequena oligarquia que toma todas as decisões políticas importantes. Com referência à tese marxista tradicional de que o proletariado industrial provocaria a revolução, os autores assinalam que, no capitalismo monopolista, esses trabalhadores são uma minoria decrescente e já se integraram ao sistema como consumidores. As vítimas agora seriam os desempregados e inempregáveis, trabalhadores agrícolas migrantes, moradores do guetos das grandes cidades, os que abandonaram as escolas, os velhos com parcas pensões. Tais grupos, ao contrário dos trabalhadores clássicos, são heterogêneos e desorganizados, contidos pelas elites com doações e esmolas. Nesse sentido, a revolução deixou de ser viável, havendo a previsão da demolição do sistema pelo seu próprio processo de decadência.